# Palystes pinnotheres
Palystes pinnotheres är en spindelart som först beskrevs av Charles Athanase Walckenaer 1805.  Palystes pinnotheres ingår i släktet Palystes, och familjen jättekrabbspindlar. Inga underarter finns listade.